# Hitis

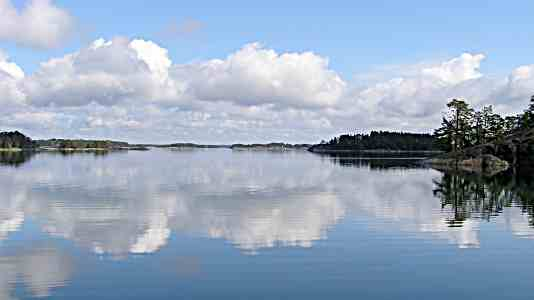
Skärgårdsvy

Hitis vapen

Hitis (finska: Hiittinen) är en före detta skärgårdskommun i Åboland i sydvästra Finland. Namnet kan också avse byn som var huvudort eller huvudön Hitislandet.
Hitis kommun sammanslogs med Dragsfjärds kommun den 1 januari 1969, som i sin tur kom att ingå i den nya kommunen Kimitoön den 1 januari 2009. Området har, liksom hela Kimitoön, svenskspråkig majoritet. Namnet Hitis används fortfarande i vidare bemärkelse, ofta för att beteckna tidigare Hitis kommuns område. Exempel är Folkhälsan i Hitis, Finlands Röda Kors Hitisavdelning, Hitis ruttområde (förbindelsebåtarna) och Hitis-Rosala skola.
Ytan (landsareal) var 122,4 km² och kommunen beboddes av 1 868 människor med en befolkningstäthet av 15,3 km².
Hitis har den näst äldsta träkorskyrkan i Finland.

2007 blev Hitis FBK utnämnd till årets frivilliga brandkår. Holmströms lanthandel är den enda butiken på ön.

## Kyrksund
Ørsund nämns som hamn mellan Aspö och Hangö i det danska itinerariet, från mitten av 1200-talet. Ruttens moderna benämning är Kung Valdemars segelled.